# Shake Keane
Ellsworth McGranahan „Shake“ Keane (* 30. Mai 1927 in Kingstown, St Vincent; † 11. November 1997 in Bergen) war ein vincentischer Jazzmusiker (Trompete, Flügelhorn), Dichter und Minister von St. Vincent und die Grenadinen.

## Leben und Wirken
Keane besuchte Methodist School und die St Vincent Grammar School in Kingstown und beschäftigte sich früh mit Literatur und Theater bei Schulaufführungen, so von Shakespeare-Adaptionen. Davon wurde bald sein Spitzname ‘Shake’ abgeleitet. Er veröffentlichte dann in St. Vincent zwei Bände mit Gedichten, L'Oubili (1950) und Ixion (1952).
Im Jahr 1952 zog Keane nach Großbritannien, wo er zunächst beim BBC Radio in der Sendung Caribbean Voices Anstellung fand. Er las Gedichte und interviewte befreundete Schriftsteller und Musiker; daneben studierte er Literaturwissenschaft. In dieser Zeit fing er außerdem an, als Trompeter in Londoner Nachtclubs aufzutreten; dabei spielte er die unterschiedlichen Stile von Kabarettmusik, Highlife, Soca, Mento, Calypso und Jazz. Ab 1959 wandte er sich ganz dem Modern Jazz zu und wurde für sechs Jahre Mitglied der Band des Altsaxophonisten Joe Harriott. Dessen Gruppe war die erste, die einen eigenständigen Free Jazz in Europa spielte; Keane war auch an Harriotts epochalem Album Free Form (1960) beteiligt. Währenddessen arbeitete Keane auch häufig mit dem Jazzpianisten Michael Garrick zusammen, auch bei Jazz-und-Poesie-Projekten. Er nahm auch einige Alben unter eigenem Namen auf, die aber stilistisch im Unterschied zu seiner Arbeit mit Harriott und Garrick eher dem leichten Jazz zuzuordnen waren. 
1965 verließ Keane Großbritannien und zog nach Deutschland, wo er Solist in der Big Band von Kurt Edelhagen wurde und bis 1971 Orchestermitglied blieb. Außerdem spielte er mit Charly Antolini (Soul Beat), in der Kenny Clarke/Francy Boland Big Band (Sax No End, 1967) und mit Peter Trunk (Sincerely P. T., 1972). 
Nachdem er Ende 1971 die Edelhagen-Band verlassen hatte, unterbrach er vorübergehend seine Musikerkarriere und kehrte 1972 nach St. Vincent zurück, um in seiner Heimat einen Regierungsposten anzunehmen; bis 1972 fungierte er als Verwaltungsdirektor für Kultur. Danach arbeitete er hauptsächlich als Lehrer und setzte seine schriftstellerische Tätigkeit fort. Sein Hauptwerk, die Gedichtesammlung One a Week with Water (1979), gewann den kubanischen Poesiepreis Casa de las Américas.
Anfang der 1980er Jahre zog Keane nach New York und lebte im Brooklyner Viertel Bedford–Stuyvesant. 1989 setzte er seine Musikerkarriere fort und arbeitete erneut mit Michael Garrick zusammen sowie für eine Tournee zu Ehren von Joe Harriott mit alten Bandkollegen aus der Harriott-Band, wie Coleridge Goode und Bobby Orr. 1991 hatte er einen Auftritt in der BBC-Dokumentation über den jamaikanischen Dichter Linton Kwesi Johnson. 
Während der 1990er Jahre lebte er zumeist in Brooklyn, fand dann aber in Norwegen eine zweite Heimat, wo er häufig auftrat, u. a. auch in verschiedenen Musiksendungen des norwegischen Fernsehens. Auf einer Tournee erkrankte er und starb im Alter von siebzig Jahren in Bergen an Magenkrebs.  
Im Jahr 2003 wurde Shake Keane in seinem Heimatland mit einer lebensgroßen Büste geehrt, die sich in der Peace Memorial Hall in Kingstown befindet.

## Diskographische Hinweise
- In My Condition (Columbia, 1961)
- Bossa Negra (Columbia, 1962)
- That’s The Noise (Decca, 1965)
- With The Keating Sound (Decca, 1966)
- The Big Fat Horn Of Shake Keane (Decca, 1966)
- Dig It (Phase 4, 1968)
- Rising Stars At Evening Time (Economy, 1971)

## Veröffentlichungen
- L'Oubili (1950)
- Ixion (1952)
- One a Week with Water (1979)
- The Volcano Suite (1979)
- Palm and Octopus (1994)